# Миллер, Митч
Митч Ми́ллер (англ. Mitchell William "Mitch" Miller; 4 июля 1911 — 31 июля 2010) — американский гобоист, дирижёр, музыкальный продюсер, руководящий сотрудник звукозаписывающей компании.

## Биография
За свою карьеру работал в самых разных областях музыкальной индустрии — и как музыкант в оркестре, и как дирижёр, и продюсер, и человек, принимающий ключевые решения на лейбле звукозаписи. Наиболее известен же как дирижёр оркестра и ведущий очень популярной телепрограммы Sing Along With Mitch на NBC, для которой, согласно широко распространённому мнению, он изобрёл теперь широко применяющийся в караоке «шарик для пинг-понга», прыгающий по тексту песни на телеэкране.
Родился в 1911 году в Рочестере, штат Нью-Йорк, в семье еврейского эмигранта из России мастера по кованому железу и швеи. Окончил Истменовскую школу музыки Рочестерского университета.
В дорок-н-ролльную эру занимал ключевую позицию на лейбле Columbia Records. Был руководителем отдела артистов и репертуара, производя хиты с такими звёздами, как Тони Беннетт, Патти Пейдж, Розмари Клуни и Джонни Мэтис. Широко известны и некоторые его неудачи в качестве продюсера и аранжировщика. В частности, когда он не дал ходу проектам с Фрэнком Синатрой и молодой Аретой Франклин, а также его презрение к растущей популярности рока (рок-н-ролла).
Начатая им серия граммофонных пластинок Sing Along With Mitch дала начала одноимённому телешоу с ним в качестве телеведущего, выходившему на NBC с начала 1961 года. В передаче мужской хор (в некоторых песнях к нему присоединялось и несколько певиц) исполнял популярные песни, а телезрители приглашались петь вместе с ними, следуя за прыгающим на экране по тексту «мячику для пинг-понга». Необычная внешность Митча Миллера (козлиная бородка) и механический «деревянный» стиль дирижирования оркестром стали знаменитыми. Дети по всей стране размахивали руками, подражая и пародируя его. По результатам сезона 1961—1962 годов передача оказалась среди двадцати самых популярных программ американского телевидения.
Миллер также был искусным гобоистом, и в начале своей карьеры играл на гобое в нескольких оркестрах, как например, у Джорджа Гершвина в оркестре, который тот собрал в 1934 году.
В конце 1940 года Митч Миллер занялся музыкальным бизнесом, сначала работая на Mercury Records с классикой, потом там же с популярной музыкой. Потом перешёл на работу в Columbia Records в качестве руководителя отделения грамзаписи популярной музыки. Там он работал над хитами таких звёзд, как Розмари Клуни, Патти Пейдж, Тони Беннетт, Фрэнки Лейн и Джо Стаффорд. Это именно его решение переключить Джонни Мэтиса с джаза на слащавые романтические баллады сделало из того суперзвезду. Тони Беннетт также говорит, что Митч Миллер помог ему стать суперзвездой. Именно он спродюсировал некоторые из первых миллионных (разошедшихся в миллионе или больше копий) пластинок певца, а также был, по словам Беннетта, «прекрасным другом и блистательным музыкантом».
С Фрэнком Синатрой, с другой стороны, сотрудничество Митча было менее успешным. Комическая песня с гавканьем «Mama Will Bark» считается низшей точкой в карьере певца.
Ещё широко известна и часто со смехом рассказывается история про то, как Митч, тоже в бытность свою директором отдела на Columbia Records, хотел сделать из молодой Ареты Франклин диву шоу-бизнеса в стиле Софи Такер. В середине 1960-х Франклин ушла из «Коламбии» в Atlantic Records и там скоро преобразилась в «королеву музыки соул».
А вот своим особым стилем аранжировок Митч тогда прославился. Так, можно привести в пример клавесин на суперхите Розмари Клуни «Come On-a My House». Ещё в те времена, а тогда это считалось чем-то необычным и экзотичным, Миллер записывал вокал методом наложения. В книге Off the Record: An Oral History of Popular Music Митч пишет: «Для меня искусство поп-вокала — петь очень тихо. Микрофон и усилитель сделали популярную песню тем, что она есть — интимной встречей со слушателем один-на-один посредством электроники. Это не как опера или классическое пение. Вся идея в том, чтобы взять очень маленькое и сделать большим.»
К рок-н-роллу, как оказывается, Митч тоже не так уж совсем плохо относился. В документальном фильме Мартина Скорцезе «Нет пути назад» (про Боба Дилана) Митч признал. что сомневался, когда в начале 1960-х известный продюсер Джон Хаммонд привёл практически абсолютно никому не известного Дилана на такой солидный лейбл, как Columbia Records. Как он говорит, он не увидел в записях, исполненных грубым жёстким голосом Дилана, великого артиста, но знал, что Хаммонд умеет распознать талант.
Самым большим хитом Мичта как артиста был хит 1955 года «The Yellow Rose of Texas», который его оркестр исполнял в сопровождении хора. Именно эта песня, поднявшаяся на 1 место в горячей сотне «Билборда», как считается, и подвела Митча к созданию серии пластинок Sing Along with Mitch («Пой(те) вместе с Мичтем») несколькими годами позже.
В последние годы и десятилетия Миллер опять вернулся к классической музыке и часто выступал в качестве приглашённого дирижёра с симфоническими оркестрами.
В 2000 году ему была присуждена премия «Грэмми» за выдающиеся жизненные достижения (Grammy Lifetime Achievement Award).
В 2010 году в возрасте 99 лет Митч Миллер скоропостижно скончался. Как говорит его дочь, «Он был абсолютно как всегда, самим собой, до той минуты, когда заболел. Он был абсолютно благословлён долгой и прекрасной жизнью.»